# 16 ans et enceinte
 (novembre 2022).
16 ans et enceinte (16 and Pregnant) est une émission de téléréalité américaine en 70 épisodes de 43 minutes initialement diffusée entre le 11 juin 2009 et le 14 juillet 2014 sur MTV. Une nouvelle saison de onze épisodes est diffusée entre le 6 octobre 2020 et le 13 avril 2021 sur MTV, dont le tournage de plusieurs épisodes a été interrompu au début de la pandémie de Covid-19.
Au Québec, l'émission est diffusée à partir du 24 mai 2011 à MusiquePlus.
16 and Pregnant est à l'origine de plusieurs émissions dérivées : 17 ans et Maman et ses suites, chacune suivant la vie de quatre jeunes filles à partir de leurs saisons respectives de 16 ans et enceinte au cours de leur première année de maternité.

## Synopsis
L'émission met en scène des mères adolescentes en proie aux difficultés de leur grossesse. Chaque épisode montre une adolescente différente et commence en général alors qu'elle est entre le 4e et le 8e mois de sa grossesse. L'épisode se termine habituellement lorsque son bébé a quelques mois. La série est produite au format d'un documentaire, avec une animation sur une page de carnet de notes retraçant les faits marquants de chaque épisode avant les pauses publicitaires.
En juillet 2013, avait lieu le casting de la cinquième saison de la série.